# EuroVelo

Karte des EuroVelo Radrouten-Netzes.

Das europäische Radrouten-Netz Eurovelo ist ein Projekt des Europäischen Radfahrer-Verbandes ECF. Bis 2020 entstanden Radfernwege mit einer Gesamtlänge von über 90.000 Kilometern. Das Ziel ist die Infrastruktur sowohl für den Fahrradtourismus als auch für die lokale Bevölkerung auszubauen.
Das EuroVelo-Netz besteht aus 17 Strecken: zehn Nord-Süd-Wegen, fünf West-Ost-Wegen und zwei Rundwegen.

## EuroVelo-Routen
Die EuroVelo-Routen werden als ein Qualitätssiegel von der ECF nach spezifischen Kriterien anerkannt, u. a. die Beteiligung mehrerer Länder, eine Strecke von mindestens 1000 km basierend auf existierenden nationalen Strecken, eine einheitliche Beschilderung und jeweils ein einfach zu kommunizierendes Thema und Name.
Die Strecken sind in unterschiedlichen Stadien des Ausbaus. So hat die Route Rheinradweg (EV15) als erste den europäischen Zertifizierungsstandard voll erfüllt und die Route Atlantik - Schwarzes Meer (EV6) ist die am weitesten ausgebaute und voll beschilderte Route, während andere Routen noch Lücken mit zwar geplanten, aber noch nicht realisierten Abschnitten aufweisen. Die Routen EV16 und EV18, nach dem Nummerierungsschema Ost-West-Routen, sind noch in Planung und daher nicht aufgeführt.
Die folgende Routenbeschreibung stellt den beabsichtigten endgültigen Ausbau der Route dar. Schnittpunkte mit anderen EuroVelo-Routen sind in Klammern angegeben.
| EuroVelo-Route                              | EuroVelo-Route                                      | Verlauf | befahrene Länder | Länge km | Link |
| ------------------------------------------- | --------------------------------------------------- | --- | --- | -------- | ---- |
| Atlantikküsten-Route                        | ⮃                                                   | Nordkap (EV7, EV11) – norwegische Küste – Trondheim (EV3) – Bergen (EV12) – Aberdeen (EV12) – Inverness (EV12) – Glasgow – Stranraer – Belfast – Galway (EV2) – Cork – Rosslare – Fishguard – Bristol (EV2) – Plymouth – Roscoff (EV4) – Nantes (EV6) – La Rochelle – Pamplona (EV3) – Salamanca – Sagres | Norwegen, Großbritannien, Irland, Frankreich, Spanien, Portugal | 10.650   |      |
| Hauptstadt-Route                            | ⮀                                                   | Galway (EV1) – Dublin – Holyhead – Bristol (EV1) – London (EV5) – Harwich – Rotterdam (EV12, EV19) – Den Haag – Münster (EV3) – Berlin (EV7) – Posen (EV9) – Warschau (EV11) – Minsk – Moskau | Irland, Vereinigtes Königreich, Niederlande, Deutschland (dort: Europaroute D3), Polen, Belarus, Russland | 5.050    |      |
| Pilgerroute                                 | ⮃                                                   | Trondheim (EV1)– Røros – Oslo – Göteborg (EV12) – Frederikshavn (EV12) – Viborg – Flensburg – Hamburg (EV12) – Münster (EV2) – Köln (EV15) – Aachen – Namur (EV5, EV19) – Paris – Orléans (EV6) – Tours (EV6) – Bordeaux – Pamplona (EV1) – León – Santiago de Compostela – | Norwegen, Schweden, Dänemark, Deutschland, Belgien, Frankreich, Spanien | 5.650    |      |
| Mitteleuropa-Route                          | ⮀                                                   | Roscoff (EV1) – französische Atlantikküste – Le Havre – Calais (EV5) – Middelburg – Düsseldorf (EV15) – Bonn (EV15) – Frankfurt am Main – Prag (EV7) – Brünn (EV9) – Krakau (EV11) – Lwiw – Kiew | Frankreich, Belgien, Deutschland, Tschechien, Polen, Ukraine | 5.050    |      |
| Via Romea Francigena                        | ⮃                                                   | London (EV2) – Canterbury – Calais (EV4) – Brüssel – Namur (EV3, EV19) – Luxemburg – Saarbrücken – Straßburg (EV15) – Basel (EV6) – Luzern – Andermatt (EV15, EV17) – Mailand – Piacenza (EV8) – Parma – Florenz (EV7) – Siena – Rom (EV7) – Brindisi | Großbritannien, Frankreich, Belgien, Luxemburg, Deutschland, Schweiz, Italien | 3.250    |      |
| Atlantik - Schwarzes Meer                   | ⮀                                                   | Nantes (EV1) – Tours (EV3) – Orléans (EV3) – Nevers – Chalon-sur-Saône – Basel (EV5) – Ulm – Passau – Linz – Ybbs (EV7) – Wien (EV9) – Bratislava – Budapest (EV14) – Mohács (EV13) – Vukovar – Novi Sad – Belgrad (EV11) – Eisernes Tor (EV13) – Giurgiu/Russe – Constanța | Frankreich, Schweiz, Deutschland, Österreich, Slowakei, Ungarn, Kroatien, Serbien, Bulgarien, Rumänien | 4.700    | ,    |
| Sonnen-Route                                | ⮃                                                   | Nordkap (EV1, EV11) – Haparanda (EV10) – Sundsvall (EV10) – Mittelschweden – Kopenhagen (EV10) – Gedser – Rostock (EV10) – Berlin (EV2) – Dresden – Prag (EV4) – Ybbs (EV6) – Salzburg – Bischofshofen (EV14) – Mantua (EV8) – Bologna – Florenz (EV5) – Rom (EV5) – Neapel – Syracus – Malta | Norwegen, Schweden, Dänemark, Deutschland, Tschechien, Österreich, Italien, Malta | 7.650    |      |
| Mittelmeer-Route                            | ⮀                                                   | Cádiz – Málaga – Almería – Valencia – Barcelona – Avignon (EV17) – Monaco – Piacenza (EV5) – Mantua (EV7) – Ferrara – Venedig – Triest (EV9) – Rijeka – Split – Dubrovnik – Tirana – Patras – Athen (EV11) – Izmir – Nikosia | Spanien, Frankreich, Monaco, Italien, Slowenien, Kroatien, Bosnien und Herzegowina, Montenegro, Albanien, Griechenland, Türkei, Zypern                                                                          | 7.350    |      |
| Baltisch-Adriatische Route                  | ⮃                                                   | Danzig (EV10) – Posen (EV2) – Breslau – Olmütz – Brünn (EV4) – Wien (EV6) – Fehring (EV14) – Maribor – Ljubljana – Triest (EV8) – Pula | Polen, Tschechien, Österreich, Slowenien, Italien, Kroatien | 2.050    |      |
| Ostseeküsten-Route                          | ↻                                                   | Sankt Petersburg – Helsinki (EV11) – Vaasa – Oulu – Haparanda (EV7) – Sundsvall (EV7) – Stockholm – Ystad – Malmö – Kopenhagen (EV7) – Odense – Rostock (EV7) – Danzig (EV9) – Kaliningrad – Riga – Tallinn (EV11) – Sankt Petersburg | Russland, Finnland, Schweden, Dänemark, Deutschland, Polen, Litauen, Lettland, Estland | 9.150    |      |
| Osteuropa-Route                             | ⮃                                                   | Nordkap (EV1, EV7) – Finnische Seenplatte – Helsinki (EV10) – Tallinn (EV10) – Tartu – Vilnius – Warschau (EV2) – Krakau (EV4) – Kosice – Tiszafüred (EV14) – Belgrad (EV6) – Skopje – Thessaloniki – Athen (EV8) | Norwegen, Finnland, Estland, Lettland, Litauen, Polen, Slowakei, Ungarn, Serbien, Nordmazedonien, Griechenland                                                                                                  | 6.750    |      |
| Nordseeküsten-Route                         | ↻                                                   | Bergen (EV1) – Stavanger – Kristiansand – Göteborg (EV3) – Varberg – Grenaa – Frederikshavn (EV3) – Hirtshals – Esbjerg – Hamburg (EV3) – Den Haag (EV2) – Rotterdam (EV19) – Harwich (EV2) – Hull – Newcastle – Edinburgh – Aberdeen (EV1) – Inverness (EV1) – Thurso – Orkney – Shetland – Bergen (EV1) | Norwegen, Schweden, Dänemark, Deutschland, Niederlande, Großbritannien | 7.250    | ,    |
| Iron Curtain Trail (Eiserner-Vorhang-Route) | ⮃                                                   | Kirkenes – Inari – Virolahti (EV10) – Sankt Petersburg – Tallinn (EV11) – Riga – Klaipėda – Kaliningrad – Danzig (EV9) – Warnemünde (EV7) – Ilsenburg (Harz) (EV2) – Eisenach – Mödlareuth – Cheb (EV4) – Waldmünchen – České Velenice (EV7) – Břeclav (EV9) – Sopron – Szentgotthárd (EV14) – Beli Manastir (EV6) – Szeged – Moldova Veche – Pirot – Tran – Berovo – Svilengrad – Edirne – Resowo am Schwarzen Meer | Norwegen, Finnland, Russland, Estland, Lettland, Litauen, Polen, Deutschland, Tschechien, Österreich, Slowakei, Ungarn, Slowenien, Kroatien, Rumänien, Serbien, Bulgarien, Nordmazedonien, Griechenland, Türkei | 10.550   | ,    |
| Gewässer von Mitteleuropa                   | ⮀                                                   | Zell am See – Bischofshofen (EV7) – Graz – Fehring (EV9) – Szentgotthárd (EV13) – Székesfehérvár – Budapest (EV6) – Tiszafüred (EV11) – Debrecen | Österreich, Ungarn | 1.150    |      |
| Rheinradweg                                 | ⮃                                                   | Andermatt (EV5, EV17) – Chur – Schaffhausen – Basel (EV6) – Huningue – Neuf-Brisach – Straßburg (EV5) – Lauterbourg – Karlsruhe – Ludwigshafen – Mannheim – Mainz – Wiesbaden – Bingen – Koblenz – Bonn – Köln – Düsseldorf – Duisburg – Xanten – Arnhem (EV19) – Utrecht – Rotterdam (EV2, EV12, EV15) | Schweiz, Frankreich, Deutschland, Niederlande | 1.450    |      |
| Rhone Radweg                                | ⮃                                                   | Andermatt (EV5, EV15) – Furkapass – Goms – Brig – Siders – Sitten – Vevey – Montreux – Lausanne – Nyon – Genf – Lyon – Valence – Avignon (EV8) östliches Ende: Avignon (EV8) – Arles (EV8) – Port-Saint-Louis-du-Rhône westliches Ende: Avignon (EV8) – Nîmes (EV8) – Palavas-les-Flots | Schweiz (dort: Rhone-Route, Veloroute 1), Frankreich (dort ViaRhôna) | 1.000    |      |
| Maas-Radweg                                 | ⮃                                                   | Langres-Plateau – Pagny-sur-Meuse – Namur (EV3, EV19) – Lüttich – Roermond – Arnheim (EV15) – Rotterdam (EV2, EV12, EV15), Hoek van Holland | Frankreich, Belgien, Niederlande | 1.050    |      |
|                                             | Routenverlauf: ⮃ Nord-Süd • ⮀ Ost-West • ↻ Rundkurs | | |          |      |

## Geschichte
Mitte der 1990er Jahre entstand, unter der Leitung der ECF, der dänischen Organisation De Frie Fugle und des britischen Wohlfahrtsverbands Sustrans die Idee eines europaweiten Radwegenetzes. Seit August 2007 ist die ECF alleine für das Projekt verantwortlich. 2009 bewertete Marc Thomas in einer Veröffentlichung des Europäischen Parlaments als Empfehlung für die EU-Kommission das Projekt EuroVelo und besonders den Radweg 13 (Iron Curtain Trail) zu fördern und empfahl eine Aufnahme in das transeuropäische Verkehrswegenetz. Im Dezember 2012 beschloss das Parlament, das Radrouten-Netz in das Projekt TEN-T aufzunehmen.
Letztlich gehört die Idee der Möglichkeit, problemlos ganz Europa auf dem Fahrrad erkunden zu können, in den Kontext der Vision eines Gemeinsamen Hauses Europa. Spätestens mit dem Russischen Überfall auf die Ukraine am 24. Februar 2022 zeigte sich, dass diese Idee einstweilen gescheitert ist. Deutlichstes Indiz hierfür sind die (Teil)reisewarnungen des Auswärtigen Amtes der Bundesrepublik Deutschland vor der Einreise und dem Verbleib Reisender in Russland, Belarus und der Ukraine. Die Warnungen betreffen die Routen EV2, EV4, EV10 und EV13.